# Чокићи
Презиме Чокић је изузетно ретко и распоређено у десетак сродних групација широм Балкана. Овај приказ је покушај да се сагледа сродство и порекло постојећих фамилија Чокић у историјском контексту и са активним учешћем њених чланова. Најпре кренимо са навођењем великих сеоба становништва.
У рату 1683-99. извршена је велика сеоба Срба под Арсенијем III Чарнојевићем, у рату 1737-39. сеоба под Арсенијем IV Јовановићем – Шакабентом, у рату 1788-91. огромне масе из Србије и Босне преплавиле су Војводину, Славонију и Хрватску, а после слома Првог српског устанка 1813. огроман број српског становништва пребегао је на подручје Срема и Баната.
У XVIII веку је једно јако удружено братство кренуло ка Руднику, односно побегло из Црне Горе преко Новог Пазара и Рашке. Вођа им је био Петар Стојанов (Пера) прстењар од кога су данашњи Чокићи у Ковачевцу код Младеновца. Петрово братство је било добро одевено и наоружано и сви су јахали на добрим коњима. Настанили су се прво у селу Војковци на Руднику. У османском попису из 1741. за Војковце помиње се Стојко Николин (рођен око 1720). У аустријским пописима Војковца из 1732/33. наводи се Никола Ристивојев, као и Ристивоје Суботић., што значи да је Петров чукундеда Субота рођен око 1645. године. Гаја Пантелић Воденичаревић, касније знаменита личност Првог српског устанка, наводи да је Петар Чокић из Маслошева (Страгари код Тополе) пресељен у село Загорица, које је у близини Ратара. Мула Хусеин (дошао из Мостара у Паланку) купи од Сулемана Кићановића (из Ужица) село Загорицу и ту насели поред Карађорђевог оца Петра и Гајиног оца Пантелију Десимировића из Жабара и Петра Чокића из Маслошева, поред 10-ак других људи. Затим дођу у село Ратари код Смедеревске (Хасан Пашине) Паланке и ту се настане. Петрово братство се задржи у Ратарима, ограде себи колибу у којој ће становати. Петар ту удаје сестру Живану у једну добру породицу, и од ње има фамилија у Ратарима. Петров брат Дамњан у завади убије Турчина у Ратарима и одметне се у хајдуке. Петар се од страха од турске одмазде са преостала 3 брата и снахом Руменом пресели у Ковачевац око 1780. По наводима Живадина Т. Чокића братство Чокића из Ковачевца је од племена Кучи, из Добриња код Подгорице (накнадни подаци из литературе, не по предању). Постоји место (засеок) Добриње у северној Албанији на граници са Црном Гором и 63 километра од Подгорице (између села Селце и Тамаре). Међутим, генетичка истраживања по мушкој линији указују на порекло из села Петровић, нахија Бањани, пре досељаваља у Рашку.
Са братством Чокића је кренуло и братство чији је вођа био Јован (Јованча Чамџић, имао синове Милоја и Миленка), од кога су Јованчевићи из Влашке, славе Св. Јована. Јованово братство је из другог племена и кумовало је Перином братству. Током сеобе од Јовановог братства остао је само кум Јован, који се раздвојио са Петровим братством у Белосавцима. Јован је отишао у Влашко Поље жени у кућу, а Чокићи у Ратаре.
Постоји Чокин гроб и оближње Чокино поље у Загорици код Тополе. Чока је био кнез Београдске нахије и убили су га Турци 1717. године док је предводио збег. Турци су их сустигли и Чоку убили, а цео збег одвели у робље. Убили су га на оном месту где му је гроб, код Белосаваца близу Кубршнице у Крћевачкој загради. Камен је на гробу велики с човека.

### Чокићи у Шумадији
- Фамилија Чокића у Ковачевцу, Младеновац

Петар се у Ковачевцу жени са Анком Пантић из Азање и са њом има сина Марка, од кога су данашњи Чокићи. Петар и Румена се у почетку баве трговином накита по Јасеници, а онда су проширили посао до Пеште u трговању стоком. Свиње су до Гроцке гонили пешице а у Гроцкој су је утоварали у шлепове и пловили до Пеште. Од Петрова 2 брата (Владислав и Ранисав) у Ковачевцу су од Владислава: данашњи Влајићи, Ивановићи, Јовановићи, Стевановићи (од Влајића), Ракићи и Ивковићи; а од Ранисава: Ристићи и Пантићи. Сви славе св Ђурђиц. Марко Чокић (1783-1846.) је са маћехом Стојаном (Станисава) купио воденицу са 4 витла од спахије Турчина на реци Луг у Баташеву, Ковачевац. Марко Чокић је ожењен 19.7.1803. (недеља по старом календару) Станојком Грчић (рођена 1779), ћерком Томе Грка (данашњи Грчићи) из Ковачевца, кум на венчању Ђурађ-Ђука Кузманов (данашњи Ђукићи) из Ковачевца. Данас Чокићи из Ковачевца живе и у Младеновцу, Београду, Крагујевцу, Кусатку, Зрењанину, Чикагу, Хамбургу...
- Фамилија Руменића у Ратарима, Смедеревска Паланка

Петров брат се током пробијања удавио у реци Рашки, док је његова жена Румена наставила пут. По предању из Ратара, Румена је након смрти супруга довела сина Ђорђа из Драче (Лепеничке). Од Ђорђа су Јовановићи, слава Св. Стеван, односно данашњи Марковићи у Ратарима. Снаха Румена се удаје у Ратаре и изродила је шесторо деце, од њих су Станишићи, Руменићи и друге данашње фамилије у Ратарима, славе Св. Стевана. Од Станишића у Ратарима су Мијаиловићи, Руменићи, Мијатовићи, Марковићи, Ђурђевићи, Старчевићи, Стаматовићи, Костандиновићи, Докићи, Арсенијевићи, Димитријевићи, Тушаковићи, Радовановићи, Ивановићи, Пешићи, Петровићи, Гајићи, Милићевићи, Миленковићи, Топаловићи. Након смрти мужа поново се удаје у Ковачевцу и живела је у кући Ивановића, потомака Чокића, где је имала сина и ћерку. Сахрањена је у Ратарима, где је и данас сачуван њен споменик. Румена је имала две сестре Маторку (Маторкићи из Кусадка) и Никосаву (Никосавићи у Азањи). Један од 6 синова се звао Степан. Од њега су Марко, Петар и Прока. Марков син је Раша, а Рашин син је Чеда. Петар је имао синове Филипа и Милоја. Прока је имао синове Драгутина (у Ђурђеву између Тополе и Раче Крагујевачке), Милутина и Ђурђа, као и ћерке Станију (у Наталинцима), Милојку (у Рабровцу) и Радојку (Предворица код Шапца). Драгутин се други пут оженио Станијом из Ратара и добио сина Живомира и ћерку Владанку.
- Фамилија Маринковића и Јанковића у Влашком Пољу, Младеновац

Након смрти Анке, Петар Чокић се жени са Станисавом познатом као Стојана, од оца Душана из Велике Плане, пореклом из Црне Горе. Са њом је имао Маринка и Јанка од којих су Маринковићи и Јанковићи из Влашке, славе Св. Ђурђиц. Након смрти Петра, Стојана се преудала за Милоша Ногића (данас Павловићи) из рода Милосављевића, на препоруку кума Јована, и повела са собом синове Маринка и Јанка. Кад су Маринко и Јанко поодрасли очух их врати у Ковачевац. На путу их сретне спахија, врати их натраг у Влашку, узме половину имања од Раке Ракића и њима подели. Кумови у Влашкој су им Јованчевићи. Род су им Чокићи (Влајићи и остале сродне фамилије) у Ковачевцу, али не и Чокићи у Кораћици и Вујичићи у Америћу по мушкој линији.
- Фамилија Великића у Ропочеву, Сопот

Даљи рођаци Чокића су Великићи који су добили презиме од мајке Велике, супруге Јована који је дошао у Шепшин из Војковца у Качеру. Јован одлази са Карађорђем у рат, након пропасти устанка бива одведен у турско ропство из кога се није вратио. Велика (†1840.) је родом из Поповића од породице Радосављевић и довела је свог и Јовановог сина Петра (рођен 1808.) из Шепшина у Ропочево, где се преудала за Мијаила Дмитровића после слома устанка и нестанка супруга. Великићи славе Ђурђиц. Старином су "Арнаути".
- Фамилија Чокића у Кораћици, Младеновац

Године 1735. помиње се кнез Петко у Павловцу са 40 хлебова (домова). Петковићи - Петкаћи (Павловићи, Петровићи-Ћеримовићи, Дачићи-Ивановићи, Ивковићи-Џуџићи, Миленићи-Лазаревићи, Ђурићи, Бранковићи, Радосављевићи-Урошевићи, Сердаровићи, Бакаловићи, Чокићи, Живановићи-Миланчевићи, Милошичићи). Сви славе Св. Ђурђиц. Чокићи у Кораћици тврде да су им стари досељени пре 300 година од Пештери, у Сјеничком крају. Њихов предак је био Петко, син Стојшин, што је потврђено и у османском попису Кораћице из 1741. Браћа су му по предању била Миланац, Павле, Дарије и Мардарије. Петко је имао шест синова: Милоја (чији је један син Никола имао надимак „Чока“ те се Милојеви потомци зову Чокићи), Димитрија (чији се потомци зову Дишићи), Тодора (чији се потомци по сину Лазару зову Лазаревићи, а по жени Миленији имају надимак „Миленићи“), Војина (чији се потомци по синовима Ивку и Павлу зову Ивковићи и Павловићи, Ивковићи станују у Кусарлији и имају надимак Џуџићи), Уроша (чији се потомци по једном сину му – Радосаву – зову Радосављевићи) и Алексу (од кога су постали Алексићи). Кнез Вићентије Петровић је рођен у Кораћици у првој половини XVIII века. Био је један од покретача устанка Срба 1804. године. Као сеоски кнез учествовао је на првом састанку устаника, а затим и на договору у Орашцу на празник Сретење Господње 1804. године, а био је и међу главнима који су устанике водили на Турке. Учествовао је и у Другом српском устанку 1815 године, када га је кнез Милош Обреновић поставио за оберкнеза Нахије грочанске. Умро је у дубокој старости у Кораћици 31. октобра 1820. године. Некадашњи Вићентијеви Петровићи настали су од претходно поменуте кораћичке породице Петковића - Петкаћа. Вићентијев син Јован Вићентијевић такође је био кораћички кнез. Након гушења Ђакове буне 1825 године, ухватио је Милоја Ђака у бекству у Малом Мокром Лугу и одвео кнезу Милошу. Живео је од 1794. до 8. октобра 1831. године, имао је турски надимак Ћерим са значењем веран, племенит, а сахрањен је у цркви Св. апостола Петра и Павла у Неменикућу. Од Јована Вићентијевића – Ћерима настала је породица Ћеримовић у селу Кораћица. У близини ушћа потока Тијановац у поток Бесну, у потесу Дакини вирови, налазила се воденица Јоксима Чокића (1853—1932), која је престала са радом почетком XX века. Чокићи у Кораћици нису род са Чокићима у Ковачевцу по мушкој линији.
- Фамилија Вујичића у Америћу, Младеновац

Вујичићи у Америћу (Радојковићи, Милосављевићи, Урошевићи, Ивковићи, Милинковићи, Миливојевићи, Гавриловићи, Јовановићи, Милићевићи). Сви славе Св. Ђурђиц. Вујичићи тврде да су им стари досељени од Скадра, као и да су им род Чокићи у Ковачевцу и Кораћици, и Маринковићи у Влашкој, општина Младеновац. Међутим, иако постоји предање Вујичићи нису род Чокићима у Ковачевцу и Кораћици по мушкој линији. По предању преци Милићевића су дошли из околине Скадра. Матицу су напустили “због крви“ и дошли у Србију, на Космај. Вујичићи наводе да су дошли из Враке код Скадра (накнадни подаци из литературе, не по предању). Врака је област северно од Скадра, дуж Скадарског језера, где су живели Срби православне вероисповести. Најездом Турака у XV веку плодна равница Враке је постала поприште борби и долази до сеоба из ње у планинске пределе Црне Горе и Брда. Њено се становништво проређивало, тако да је крајем XVII и почетком XVIII века скоро ишчезло. У османском попису из 1741. за Амерић помиње се Вујча Субота, као родоначелник братства Вујичића. Вујичићи у Америћу нису род са Чокићима у Ковачевцу по мушкој линији.
- Фамилија Ракића и Влајића у Доњем Лајковцу, Лајковац

Од старијих сеоских породица досељених пред крај XVIII века, у Кочиној Крајини, јесу Филиповићи (или доњи Филиповићи или Равничари), они су досељени из Звјезда у Полимљу по књизи Љубомира Павловића, међутим по њиховом предању кажу да су дошли из Колашина. У тефтеру из 1839. године помиње се родоначелник фамилије Филип Мићић стар преко 90 година. Имао је три сина Николу (Филиповићи), Ђорђа (Ђорђевићи) и Петра (Петровићи). Славе Св. Ђурђиц. Као род са Филиповићима помињу се Ракићи (2 куће) и Влајићи (1 кућа) по књизи Љубомира Павловића, међутим они су се преселили у Лајковац из Ковачевца око 1895. године и немају никакво предање о сродству са Филиповићима. Ракићи и Влајићи исто славе Св. Ђурђиц као и у Ковачевцу.
- Фамилија Чокића у Блазнави, Топола

Чокићи у Блазнави: Николићи (Чокићи) 12 кућа. Слава: Св. Никола. Доселио се прадед из Мутња (Качер). Зову их и Мутњановићима. За време пропасти бежали у Срем, где имају фамилију. Има 3 фамилије које воде порекло од претка Апостола у Блазнави, то су Николићи, Стевановићи, Јовановићи, сви славе Св. Николу. Качер (или Качерски крај) је област у Шумадији, која обухвата басен реке Качер. Некада је чинио срез у оквиру Рудничког округа. Све је сеоско становништво досељено за време Првог устанка од Новог Пазара, Сјенице и југозападне границе Ужичког округа. Николићи (Чокићи) нису род са Чокићима у Ковачевцу по мушкој линији, као ни са Чокићима у Кораћици. У селу Гргуревци, општина Сремска Митровица, живела је фамилија Чокић са славом Св. Никола.
- Фамилија Чокића у Рудовцима, Лазаревац

Рудовци се помињу као село 1723. године, а 1732. године помиње се сеоски књаз Никодим. У XVIII веку доселили су се међу првим фамилијама у Рудовце и Чокићи који не знају за своју старину, а славе Св. Николу. Заједно са њима доселили су се и Симићи, пореклом од Сјенице, а род су им Петровићи у Међулужју под Космајем који славе исто Св. Николу и пореклом су из Херцеговине.

### Чокићи на Косову и Метохији
- Фамилија Чокића из насеља Горње Кусце, Гњилане

Чокићи из насеља Горње Кусце, Гњилане по подацима из 1929: Чокићи (6 кућа) славе Св. Николу, досељени из прилепског краја, у другој половини XVII века. Интересантно је постојање топонима Селце и у прилепском и у скадарском крају, где постоје села Селце.

### Чокићи у Рашкој области
- Фамилија Чокића у Пријепољу

Од потпадања под османску власт 1465. године, у селу Хисарџик (на турском градић) са истоименом тврђавом Хисарџик, километар од манастира Милешеве, већина садашњих породица везана је за чланове некадашњих војних постава (и дошљака) које су се смењивале на овом утврђеном видиковцу. То су Вељагићи, Фазлићи, Фетаховићи, Фејзићи, Заимовићи, Чокићи, Мутавџићи, Аличковићи, Ризвановићи, Малагићи и Тандири. Остатке дрвене „машинерије“ барутане на Чокића имању запамтили су најстарији становници данашњег Хисарџика. Преци Чокића из Хисарџика/Пријепоља су се по предању доселили из Јајца у Босни, мада постоје индиције да су пореклом из подручја Будимпеште и Печуја. У Пријепољу, поред Чокића пореклом из Хисарџика, постоје и Чокићи које зову Лангете. Презивали су се Ланговићи, а пореклом су са границе Србије и Црне Горе из околине Пљеваља. Ланговићи се помињу у селу Бабино (област Полица, општина Беране, Црна Гора), као и у селу Бабине, заселак Рогушје (Пријепоље).

### Чокићи у Војводини
- Фамилија Чокића у Србобрану

Чокићи у Србобрану славе Тодорову суботу, наводе порекло из Босне преко Бечеја. Након аустроугарско-турског рата 1737. године, 7. септембра 1739. године граница две империје постаје Дунав. Померањем границе ка Дунаву, стара граница на Тиси и Моришу губи смисао и пред Србима се налазе две могућности: да постану кметови или да се помере на нову границу на Дунаву. Да би смирили страсти међу граничарима, царски двор 1751. године доноси декрет да сви официри који се непрекидно налазе у војној служби од 1740 године имају права да добију племство и одређену површину земље. Међу официрима који су тада добили племство био је и Ђорђе Чокић. Племићки лист и грбовница (Угарска) дати су у Бечу 10.03.1751. године поручнику Ђорђу Чокићу у Старом Бечеју, жени му Ружи Живанов и деци им Јовану и Живани. У попису племића Бачке жупаније 1786. године споменути су Никола и Себастијан, синови Јована Чокића. У грађи за биографију официра потиско – поморишке војне границе од Славка Гавриловића пише: „Поручник Ђурађ Чокић, 51 годину стар, 1735. године као каплар у Шлезији после рата код Видина, напредовао је у погледу своје службе до Cornet-a и његова уредба била је qva talis од 8. априла 1739. издата од генерала Piosasqve, који је командовао до Прага, а затим би прешао као његов поручник одлуком г-дина de Fabrj од 21.марта 1743, дакле заповедао би у Баварској, Царству, и Елзасу.“ У Бечејском архиву у најстаријој књизи рођених се од 1748. године као родитељи рођене деце јављају Георгије (Ђурађ) и Ружа, Јаков и Полексија, Јован и Јелисавета, Исак и Марија, као и Сава и Марија из фамилије Чокић. Осим у Бечеју од 1750. до 1850. Чокићи живе и у Ковиљу, Чуругу, Надаљу, Жабљу и Србобрану. Има их у јавном животу, па тако 1790. срећемо Михајла Чокића из Сентомаша (Србобран) као племића и учесника Темишварског сабора. 1848. године представник Бечеја у потиско-крунском дистрикту био је Георгије Чокић. Последњи потомци ове племићке породице тестаментом остављају своју кућу Српској Православној цркви. Кућа се налазила у центру Бечеја поред плаца такозваног „Старог Магистрата“. 1923. године Српска Православна црква продаје општини овај плац са кућом и спајањем ова два плаца добија се место где се гради Бечејска гимназија Потомци ове племићке породице сада живе у Новом Саду, Србобрану и Сремској Каменици.
- Фамилија Чокића у Орловату, Зрењанин

Крсна слава Чокића у Орловату је Св. Стеван, кажу да су дошли из Црне Горе преко Чоке. На месту данашњег Новог Бечеја је био сабирни центар село Врањево, где су долазиле избеглице из Отоманске империје. Одатле су их распоређивали по Војводини, Хрватској и Румунији. По предању у Орловат је из Врањева дошла једна баба са сином. Донели су пун аков (55 литара) дуката. Потомци тог сина су сви Чокићи у Орловату. У почетном попису Орловата из 1741. године као домаћин куће је пописан Никола Чокин са 5 синова. Једна су од 2 најстарије фамилије у Орловату. Средином XVIII века Чокићи живе у две куће и по броју укућана деле се на велике и мале. Мали Чокићи по претку Рељи добијају надимак Рељцови који и данас носе, без обзира што се не презивају Чокић већ Тураков по некој баби која није била венчана. Захваљујући донетим дукатима као и својој способности велики Чокићи постају економски најјача породица у следећих неколико генерација. Имају велику површину земље, на стотине крупне стоке, одају (салаш), сувачу и другу вредну имовину. Сачувано је сребром оковано јеванђеље у цркви у Орловату са записом да су га поклонили Јован Чокић и Петар Арсенијевић, житељи Орловата, 1773. године. У исто време се Јован Чокић појављује као заклетник, тутор и ешкут. У познатим историјским догађајима 1848. године када је створена српка Војводина, у Орловату је направљен пододбор од 6 чланова. Међу њима су и Јован и Живан Чокић, а као Кићанинов изасланик на преговоре са Кишом је ишао и штажмештер Илија Чокић. Седам најстаријих породица у Орловату слави Св. Стевана (Субић, Станић, Станков, Попадић, Арсеновић, Чокић, Цветинов). Данас на почетку XXI века Чокићи осим у Орловату живе и у Београду, Зрењанину, Новом Саду, Новом Бечеју, Врбасу, Суботици...

### Чокићи у Источној Србији
- Фамилија Чокић у Поповњаку, Деспотовац

Према Дробњаковићу у Поповњаку (околина Деспотовца у Поморавском округу) је живела фамилија Крстићи-Чокићи (20 кућа), славе
Св. Стевана и дошли су са Косова. Пре овога село се звало Доња Ресавица.
- Фамилија Чокића из Јабуковца, Мокрања, Вељкова, Неготина

Чокића из Јабуковца, Мокрања, Вељкова, Неготин славе Св. Петку, дошли из околине Ердеља, односно Трансилваније у данашњој Румунији.
- Фамилија Чокића из Трућевца, Деспотовац

У Трућевцу (Ресава) је живела фамилија Чокићи (5 кућа), славе Св. цара Константина и царицу Јелену, досељени из Алексиначког краја. У селу постоји извор Чокин Кладенац.
- Фамилија Чокића из села Кнежица, Петровац на Млави

Стефановићи (Чокићи 18кућа; Мићићи 12к) у Дабовцу и Југовцу, са Косова. Славе Св. Лазара.

### Чокићи у Босни и Херцеговини
- Фамилија Чокића у Ковачима, Живинице, Тузлански кантон

Темишвар је пао под Отоманску власт 30. јула 1552. године и остао наредне 164 године. Привилегована заједница муслимана дошла је да се придружи већ постојећим заједницама у граду - румунским, српским и мађарским, организованим по црквама. Школство у Темишвару се састојало од седам школа за децу и вишег муслиманског образовног система. Карловачким миром 1699. Отоманска империја је задржала северно од Дунава само Банат са Темишваром, да би и то изгубила 1716. године битком код Петроварадина. Ова се ратовања завршавају Пожаревачким миром 1718. године. Предак фамилије Чокић из Ковача је Хасан Исламовић Чока који је био мудерис (професор) у Темишвару, одакле је дошао у село Ковачи код Живиница почетком XVIII века. Хасан се убрзо оженио са супругом из суседних Башиговаца, саградио кућу и засновао многобројну породицу. Када би га питали колико има деце кратко би одговарао ЧОК (што на турском значи много), по чему је добио надимак Чока. Према легенди Чокина супруга је имала два брата који се изненада разболеше и један на самрти повери сестри где је закопан ћуп злата. Када је сахранила брата, са мужем Чоком је ископала злато. Пошто је у то време земља била јефтина, с мало злата су купили скоро сву земљу у Ковачима и околини, а своју децу су слали у Турску на школовање. Хасан-ефендијин син је Сулејман, његов син Осман-баша Чока, а његов син Мула Мехмед је царским Бератом постављен за мутевелију вакуфа обновљене медресе у горњој Тузли. Његов син Ахмед Ферхад такође царским Бератом је постављен за мудериса обновљене медресе у горњој Тузли. Мустафа Чокић, тзв Мујо је трећи син Мула Мехмеда Чокића по коме су његови потомци добили презиме Мујић. Топлица је било врело са кратким током до ушћа у Спречу. На реци Топлици је била најпознатија воденица звана Чокићка, власништво Чокића из Ковача.
- Фамилија Чокића у Бугојну, централна БиХ

Хумац је село у општини Бугојно. Крајем 19. века помиње се фамилија Чокић у селу Хумац (од оца Ивана Стјепан (1914—1942.) и Иво (1919—1943), од оца Анте Нико (1921—1942)).
- Фамилија Чокића у Броду, Република Српска

Чокићи из Босанског/Српског Брода (Брод) славе Св. Николу, дервентски протопрезвитерат, на основу шематизма и архидијецезе Дабро-босанске за годину 1882. Сарајево 1882. Чокића има и у Славонском Броду (Славонија, Хрватска).

### Чокићи у Хрватској
Крајишки Чокићи имају најстарији писани траг 1702. године, када се као гарант за ослобођење кнезова Јанка Боројевића и Стевана Дерете помиње Милин Чокић.
- Фамилија Чокића из Средње Меминске, Банија

Чокићи из Средње Меминске, Банија, између Суње и Костајнице славе Св. Враче, пореклом из Јабуке на граници Србије и Црне Горе.
Чокићи из Костајнице славе Св. Враче.
- Фамилија Чокића из Доњег Будачког, Крњак, Карловачка жупанија, Кордун

Срби се насељавају у Горњи и Доњи Будачки негде око 1685, и то као граничари који бране продоре Турака према Аустријском царству. Дошле су 284 породице са 2.784 члана. Прва српска православна црква на том подручју изграђена је 1759. године и посвећена Господњем Узвисењу, сва од тесаног дрвета, налик на брод. Црквена слава је била Велика Госпојина. Чокићи из Доњег Будачког, Крњак, Карловачка жупанија славе Ђурђевдан.
- Фамилија Чокића из Клоштара Подравског, Копривничко-крижевачка жупанија

Клоштар Подравски
- Фамилија Чокића у Далмацији

Чокићи су распоређени око планине Биоково изнад Макарске ривијере. Помињу се Чокића куће 1928. године у месту Брела (између планине Биоково и Јадранског мора, Хрватска). У залеђу планине Биоково су места Имотски (Чокић) и Руновићи (Бабић Чокић). У близини Имотског је и Рашко поље (општина Томиславград, БиХ), одакле су се Чокићи преселили у Бугојно. Има их и у месту Груда, северно од планине Биоково (у БиХ на граници са Хрватском). У попису села Јабука (југоисточно од Сиња, припада граду Триљу) из 1701. године наводи се "Чокић други Радојица".

### Географске одреднице
Засеок Чокићи, село Рача, код манастира Рача у близини Бајине Баште.
Чокића куће у месту Брела - 15 km од Макарске у правцу Сплита, Далмација.
Засеок Чокићи, село Бистрица, у близини Бање Луке у Републици Српској, на 44°48'27" северно од екватора и 17°04'14" источно од почетног меридијана.
Чокића ливада код Никшића.
Област Врака се налази северно од Скадра уз Скадарско језеро и обухвата 6 села: Нови Борич, Стари Борич, Гриљ, Раш, Куле и Омара. Северно од села Куле, на пола пута ка граници са Србијом налази се планински масив са топонимом Чок.

### Дефиниције
Значење презимена Чокић:
а) Велико братство – различите славе, религије, а исто презиме, казује да Чокићи пре сеобе нису били једна фамилија, већ род, братство или племе. У нахијама старе Црне Горе свако село је племе за себе, а у њима постоје више фамилија са различитим или истим славама, као и религијама (на пример Кучи). Карактеристика презимена пореских обвезника из Ковачевца 1836. године је да су патронимије (имена по оцу или претку), изузев код Марка Чокића чије је презиме старо и у Ковачевац донесено из старог краја.
б) Имају велике поседе – фамилија са читавим потезима земљишта у бившем и садашњем власништву по катастарским књигама у Ковачевцу.
в) Некоме су се много замерили – побегли су у Шумадију јер су се закрвили са Турцима, а и успут су провели доста времена пробијајући се и тукући са Турцима.
г) Међу екавизмима које налазимо у Вуковом речнику из 1818, налази се и именица човек. Основна су три њена облика: човек, човјек и човик. Уз то долазе и различите фонетске измене које су пратиле ове речи у току развитка нашег језика: чојек, чоек, чок, чек и слично. Облик чоек, са могућим варијантама: чојк, чек. Чок и сл. налазимо у свим црногорским говорима, источноцрногорског: чоек, чек, чок; из Куча и Пипера: чок – чока. И у говорима централне Шумадије имамо: чоек, чоека, чоече.
Братство представља рођачке групације, док племе територијалне. Братства подразумевају искључиво крвно сродство. Братства се деле на породице. Први знак братског јединства представља слављење истог свеца. Племе се састоји од више братстава. У стара времена племена су предводили сердар или војвода. И данас постоји фамилија Сердаревићи (води порекло од Петковића) у Кораћици код Младеновца за које се наводи да су у сродству са фамилијом Чокића из Кораћице (Петкаћи).

### Историјски осврт
После учешћа Климента у аустријском рату против Турске скадарски везир Ходаверди-паша Махмудовић, у намери да се ослободи њиховог притиска на Скадар, силом пресељава један део Климента из Малесије на Пештер 1700. године. Прва фаза процеса исламизирања српског становништва на Пештеру била је завршена до турско-аустријског рата 1737-1739. године. Кад је ћесарски пуковник Лентулус 1737. године продро до Новог Пазара и Пештера, он тамо није нашао католичка насеља, нити су Клименти муслимани с Пештера пристали уз њега. Уз њега су пристали православни Срби и Клименте католици из Брда, и кад се он повукао у Србију, с њим су се повукли и они и населили су се неки испод планина Рудника и Авале, а други су прешли чак у Срем и настанили су се у селима Хртковци и Никинци код Сремске Митровице. Клименти, док су одржавали крсну славу, славили су Св. Николу.
Северно од племена Клименти живи погранично племе Кучи. Кучи славе Св. Николу, као и Тодорову суботу. Такође после Морејског турско млетачког рата 1684-1699. због турских репресивних мера многи из племена Куча и Пипера морали су да се селе за Србију. До масовнијег пресељења Куча у Србију дошло је касније после првог турског прогона 1774. године. На истоку се Кучи граниче са Албанијом, на северу и североистоку је подручје Васојевића и Плавска област, западно су Братоножићи и Пипери, а јужна граница Куча је према граду Подгорица. Иначе, административно, територија Куча је у саставу општине Подгорица.
У Шумадији према испитивању Цвијићевих ђака и следбеника превагу у становништву имају досељеници са црногорских Брда, особито са висоравни око Дурмитора и од Пиве, затим од Пештери и Сјенице. У динарској струји најјача је она њена грана која је полазила од Бијелога поља, Сјенице, Пештери и Бихора и преко Јавора и Кокиног брода населила Стари Влах и Драгачево, затим високе шумадијске области. Ова је грана преко Качера и Груже допрла и у Јасеницу и одатле даље на север у Београдску околину. Већина садашњег становништва Шумадије је досељена после 1690. године, или се населила, после лутања, приликом већих и мањих сеоба 1718, 1737, Кочине крајине 1788, и касније. Село Ратари се 1717. године током Хабсбуршке окупације наводи као насељено место од укупно 19 у Смедеревском округу. Преци Чокића су на Рудник стигли после Прве сеобе Срба 1690. године. године под патријархом Арсенијем IV Јовановићем Шакабентом.
После ратова између Аустрије и Турске и миром који је закључен у Пожаревцу 1718. године Банат је припао Аустрији. Померањем границе престала је потреба за постојањем Потиско – Поморишке границе и Србима граничарима је понуђено да остану на истом месту и постану кметови или да пређу на нову границу на Дунаву и задрже статус граничара са свим привилегијама. Граница није замишљена као једна линија већ као скупина села насељених по дубини. Иако је званично насељавање почело 1751. године око 2500 породица је већ раније прешло Тису и самоиницијативно се населило у местима предвиђеним за границу. У циљу одржавања реда на тој територији и саобраћаја на Тиси формирано је шест компанија и седиште једне је било у месту Врањево на обали Тисе преко од Бечеја. Врањево је сада део Новог Бечеја. На овом месту је највећи број граничара и прелазио у Банат.